# Equação diofantina
Na matemática, uma equação Diofantina é uma equação polinomial que permite a duas ou mais variáveis assumirem apenas valores inteiros. Uma equação linear Diofantina é uma equação entre duas somas de monômios de grau zero ou um.
Problemas Diofantinos possuem menos equações que variáveis desconhecidas e se resumem a achar inteiros que deverão funcionar corretamente para todas as equações. Numa linguagem um pouco mais técnica, elas definem uma curva algébrica, uma superfície algébrica ou um objeto mais genérico e então é pedido para se achar os retículos.
A palavra Diofantina se refere ao matemático helenístico do século III, Diofanto de Alexandria, o qual estudou tais equações e foi um dos primeiros matemáticos a introduzir o uso de símbolos na álgebra. O estudo matemático de problemas Diofantinos propostos por Diofanto agora é chamado de análise Diofantina.
Apesar de equações individuais apresentarem um certo nível de desafio e terem sido consideradas ao longo da história, a formulação de teorias gerais para as equações Diofantinas (além da teoria da forma quadrática) foram realizadas apenas no século XX.

## Diofanto e a sincopação da Álgebra
Diofanto proporcionou um enorme avanço na álgebra e inspirou posteriormente outros matemáticos a investirem na teoria dos números, principalmente por que o mesmo Diofanto tivera reestruturado a álgebra grega através da sincopação, em que se adotam abreviações para algumas as quantidades e operações que se repetem com frequência.
A maioria dos historiadores aponta que Diofanto situa-o no século III d.c., apesar de algumas evidencias apontarem que Este tenha sido contemporâneo a Herão. Além do fato de que sua carreira foi construída em Alexandria, nada mais se sabe ao certo sobre ele, embora na Antologia Grega se encontre em uma epigrama mais indícios de sua vida.
Entre os trabalhos de Diofanto (Aritmética; Sobre Números Poligonais; Porisma) o que mais tem destaque é Aritmética, pois se constitui como a obra mais intacta do autor, contendo seis livros dos treze escritos por Diofanto. Nela há uma abordagem analítica da teoria da álgebra dos números se dedicando também a resolução de 130 problemas diversos que transcorrem entre equações do 1º e 2º graus. Há também a presença da resolução duma cúbica bem peculiar. Os problemas algébricos indeterminados em que se achem apenas soluções racionais ficaram conhecidos como “problemas diofantinos”, e este termo modernamente restringem as soluções a serem inteiras.
Forma de sincopação de Diofanto:
Diofanto realizava simplificações através de abreviações. A palavra “Aritmética” advém de arithmrtike que é formada por arithmos (número) e techne (ciência). É bastante conveniente pensar que o símbolo usado por Diofanto para a indeterminada é uma derivação por fusão de das duas das primeiras letras gregas das palavras arithmos, no caso α e ρ, e com o tempo veio a se parecer com o sinal sigma grego ϛ.
Há dúvidas, mas o significado das notações para as potências da incógnita fica assim: “incógnita ao quadrado” se indica por , as duas primeiras letras da palavra grega dunamis (NAMI∑) que significa “potência” e “incógnita ao cubo”. Facilmente se explicam os símbolos das potencias seguintes da incógnita (quadrado-quadrado), (quadrado-cubo) e (cubo-cubo).
O símbolo de Diofanto para “menos” assemelha-se a um V invertido com a bissetriz traçada nele. A explicação que se tem dado é que esse símbolo se comporia de ᴧ e I, letras da palavra grega leipis (ᴧEIΨI∑) que significa “menos”. Todos os termos negativos de uma expressão eram reunidos e antes deles era escrito o sinal de menos. Indicava-se a adição por justaposição; e o coeficiente da incógnita ou de uma potencia qualquer da incógnita era representado por um numeral grego alfabético, logo em seguida ao símbolo a que se deveria ligar. E quando existisse um termo constante, então se usava Ṁ, uma abreviação da palavra grega monades (MONAE∑) que significa “unidade”, seguido de seu devido coeficiente numérico. Desta forma, por exemplo:
{\displaystyle x^{3}+13x^{2}+5x}  e {\displaystyle x^{3}-5x^{2}+8x-1}  se escreveriam  {\displaystyle K^{y}\alpha \Delta ^{y}\iota \Upsilon \varsigma \varepsilon } e  {\displaystyle K^{y}\alpha \varsigma \eta \Lambda \Delta ^{y}\varepsilon \mathrm {M} \alpha }  , respectivamente.
E, literalmente, podem ser lidas Assim:
“Incógnita ao cubo 1, incógnita ao quadrado 13, incógnita 5”  e 
“(incógnita ao cubo 1, incógnita 8) menos (incógnita ao quadrado 5, unidade 1).
E assim se deu a passagem da álgebra retórica cheia para a álgebra sincopada.

## Análise Diofantina

### Questões comuns
Perguntas feitas em uma típica analise Diofantina incluem:
1. Existe alguma solução?
2. Existe alguma solução além daquelas achadas facilmente por inspeção?
3. Existe uma quantidade finita ou infinita de soluções?
4. Todas as soluções podem ser achadas em teoria?
5. É possível computar todas as soluções?

Estes tipos de problemas tradicionais comumente ficam por séculos sem solução até alguns matemáticos começarem a entender sua profundidade (em alguns casos), ao invés de tratá-los como quebra-cabeças.

### Problema comum
Um pai tem 1 ano a menos que o dobro da idade do filho, e que os dígitos AB que formam a idade do pai são revertidos na idade do filho, isto é, BA, leva a equação {\displaystyle 19B-8A=1}. Resolvendo o problema obtemos 37 anos para o filho e 73 para o pai.

### Séculos XVII e XVIII
Em 1637, Pierre de Fermat rasurou no canto da folha de seu livro de Aritmética: “É possível separar um cubo em dois cubos, ou a quarta potência em duas quarta potências, ou qualquer potência maior que dois em duas potências iguais?” Escrito em língua moderna, “A equação {\displaystyle a^{n}+b^{n}=c^{n}} não possui soluções para n maior que 2.” E então, ele escreveu, intrigado: “Eu considerei uma prova maravilhosa para esta proposição, porém a margem deste livro é muito pequena para contê-la.” Tal prova foi procurada por matemáticos por anos, sendo apenas encontrada em 1994, pelo matemático britânico Andrew Wiles. A equação ficou conhecida como o Último teorema de Fermat.
Em 1657, Fermat tentou solucionar a equação Diofantina {\displaystyle 61x^{2}+1=y^{2}} (resolvida por Brahmagupta aproximadamente 1000 anos antes). A equação foi eventualmente solucionada por Euler no início do século XVIII. Euler também resolveu outras várias equações Diofantinas.

### O décimo problema de Hilbert
No ano de 1900, David Hilbert propôs a solubilidade de todos os problemas Diofantinos como o décimo de seus celebrados problemas. Em 1970, o teorema de Matiyasevich estabeleceu um resultado negativo: No geral, problemas Diofantinos são insolúveis.
A Geometria Diofantina, a qual é uma aplicação dos conceitos da geometria algébrica neste campo, tem continuado a crescer como resultado; já que tentar resolver equações arbitrárias não funciona, deve-se pensar em equações que também possuem significado geométrico. A ideia central da geometria Diofantina é de um ponto racional, dito a solução para um problema polinomial ou para um sistema de equações polinomiais, que é um vetor presente no campo K, quando K não é fechado algebricamente.

### Estudos recentes
Uma das soluções é através do princípio de Hasse. A descida infinita é um método tradicional, que vem sendo extensivamente usado.
A profundidade do estudo das equações Diofantinas é mostrada pela caracterização de conjuntos Diofantinos, descritos equivalentemente como conjuntos enumeravelmente recursivos. Em outras palavras, o problema geral da análise Diofantina é abençoado  ou amaldiçoado com universalidade, e na maioria das vezes não é resolvido caso não expresso de outras maneiras.
O campo de estudo da aproximação diofantina lida com o caso de desigualdade Diofantina. Nesta área, as variáveis deveriam ser integrais, porém alguns coeficientes podem vir a ser números irracionais. O sinal de igualdade então é substituído por limites superiores e inferiores.
O mais conhecido problema no campo é a conjectura conhecida como O Último teorema de Fermat, o qual foi solucionado por Andrew Wiles, apesar de que este utilizou-se de ferramentas desenvolvidas no último século, em vez da teoria dos números disponível na época de formulação do problema. Alguns outros resultados significantes, como o teorema de Falting, utilizam-se de conjecturas antigas.

## Tipos de Equações

### Equações Diofantinas infinitas
Um exemplo de uma equações diofantina infinita é:
{\displaystyle N=A^{2}+2B^{2}+3C^{2}+4D^{2}+5E^{2}+....}
a qual pode ser expressada da seguinte forma: "De quantas formas pode um inteiro N ser escrito como a soma de um quadrado mais a soma do dobro de um quadrado mais a soma do triplo de um quadrado e assim sucessivamente?" O número de vezes as quais isso pode ser feito para cada N forma uma sequência de inteiros. Equações Diofantinas infinitas são relacionadas com funções teta e retículos dimensionais infinitos. A equação sempre possui uma solução para qualquer {\displaystyle N} positivo. Compare isso com:
{\displaystyle N=A^{2}+4B^{2}+9C^{2}+16D^{2}+25E^{2}+....}
a qual nem sempre possui uma solução para um {\displaystyle N} positivo.

### Equações Diofantinas Lineares
Equações diofantinas lineares assumem a forma {\displaystyle ax+by=c}. Esse tipo de equações resolve muitos problemas na Aritmética. Os teoremas a seguir nos descrevem condições e possíveis soluções para essas equações.
"A equação diofantina {\displaystyle mx+ny=c}, com {\displaystyle m,n} e {\displaystyle c} inteiros, admite solução se, e somente se, o {\displaystyle {mdc(m,n)}} divide {\displaystyle c}." 
Demonstração: Sejam {\displaystyle x_{0}} e {\displaystyle y_{0}} soluções particulares da equação {\displaystyle mx+ny=c}. Como o {\displaystyle {mdc(m,n)}} divide {\displaystyle m} e divide {\displaystyle n}, ele também divide {\displaystyle mx_{0}+ny_{0}}, e como {\displaystyle x_{0}} e {\displaystyle y_{0}} é uma solução então {\displaystyle mx_{0}+ny_{0}=c} e {\displaystyle {mdc(m,n)}} divide {\displaystyle c}. De mesmo modo, suponha que o {\displaystyle {mdc(m,n)}} divida {\displaystyle c}, então {\displaystyle c=mdc(m,n).k}, para algum {\displaystyle k} inteiro. Por outro lado, sabemos que existem inteiros {\displaystyle a} e {\displaystyle b}, tais que {\displaystyle mdc(m,n).k=ma+nb} (i). Multiplicando (i) por {\displaystyle k}, teremos:  {\displaystyle mdc(m,n).k=ma+nb\Rightarrow c=m(ak)+n(bk)}, e então existe {\displaystyle (ak,bk)} que é solução da equação. Há ainda uma quantidade infinita de soluções se {\displaystyle c} for um múltiplo do maior divisor comum de {\displaystyle m} e {\displaystyle n}. Caso contrário, a equação Diofantina {\displaystyle mx+ny=c} não possui solução.
"Seja {\displaystyle x_{0}}, {\displaystyle y_{0}} uma solução particular da equação {\displaystyle mx_{0}+ny_{0}=c}, com {\displaystyle mdc(m,n)=1}, então as soluções da equação podem ser escritas como: {\displaystyle x=x_{0}+kn} e {\displaystyle y=y_{0}-km}"
Então, de maneira geral, a parte trabalhosa que se tem para encontrar soluções de uma equação diofantina é o de buscar o mdc(m,n) que pode ser encontrado através do Algoritmo estendido de Euclides. E para encontrar as possíveis soluções que satisfazem uma equação podemos, por inspeção, achar um caso particular e gerar as demais soluções utilizando o 2º teorema apresentado.
Problemas e uma Interpretação Geométrica
Problema 1: Quantas figurinhas de R$ 4,00 e quantas figurinhas de R$5,00 podem ser compradas com R$ 100,00? 
Solução: Observe que a equação que modela o problema 1 pode ser escrita como 4x+5y = 20. E que mdc(5,4) = 1, então teremos infinitas soluções para x e y. Note que comprar 20 figurinhas de 5 reais e nenhuma figurinha de 4 reais é uma solução. Assim como x = 0+5k e y = 20-4k definem as possibilidades de compra das figurinhas.
Interpretação Geométrica
Uma equação linear com duas incógnitas representa no plano uma reta, onde buscar as soluções {\displaystyle (x,y)} de uma equação da forma {\displaystyle ax+by=c} é equivalente a buscar pontos que  pertencem a reta com essa equação. Podemos pensar na representação da reta {\displaystyle r:{\{(x,y)\in \mathbb {R} ^{2}|ax+by=c\}}}, com a,b e c inteiros, e ainda se acharmos um ponto inteiro para essa reta, chegamos a conclusão de que existem infinitos pontos inteiros pelos teoremas apresentados anteriormente.

### Equações Diofantinas exponencias
Se uma equação Diofantina possui uma variável adicional ou variáveis ocorrendo como expoentes, ela é classificada como uma equação Diofantina exponencial. Um exemplo é a equação de Ramanujan-Nagell, {\displaystyle 2^{n}-7=x^{2}}; Tais equações não possuem uma teoria central; casos particulares como a conjectura de Catalan foram combatidas. Apesar disso, a maioria dos problemas são resolvidos usando-se métodos ad-hoc ou até mesmo através de tentativa e erro.

### Exemplos de equações Diofantinas
| Nas equações Diofantinas a seguir, x, y e z são desconhecidos e as outras letras são constantes dadas. | |
| {\displaystyle ax+by=1}                                                                                | Exemplo de uma equação linear Diofantina. |
| {\displaystyle x^{n}+y^{n}=z^{n}}                                                                      | Para n = 2, existem mais infinitas soluções em (x, y, z): O Terno pitagórico. Para valores maiores de n, O Último Teorema de Fermat diz que não há soluções positivas (x, y, z). |
| {\displaystyle x^{2}-ny^{2}=\pm 1}                                                                     | Esta é a equação de Pell, nomeada em homenagem ao matemático inglês John Pell. Foi estudada por Brahmagupta no século VII e por Fermat no século XVII. |
| {\displaystyle {\frac {4}{n}}={\frac {1}{x}}+{\frac {1}{y}}+{\frac {1}{z}}}                            | A conjectura de Erdõs-Straus diz que para todo positivo {\displaystyle n\geq 2}, existe uma solução x, y e z, todos inteiros positivos. Apesar de que geralmente não enunciado em sua forma polinomial, este exemplo é similar a equação polinomial {\displaystyle 4xyz=yzn+xzn+xyn=n(yz+xz+xy)}. |